# Ruta Nacional 20 (Colombia)
La Ruta Nacional 20 es una ruta colombiana de tipo transversal que inicia en el sitio de Munchique (municipio de El Tambo), departamento del Cauca y finaliza en la ciudad de Florencia, departamento del Caquetá.

## Antecedentes
La ruta fue establecida en la Resolución 3700 de 1995 teniendo como punto de inicio el sitio de La Gallera (municipio de El Tambo), departamento del Cauca y como punto final el sitio de Paletará (municipio de La Montañita), en el departamento del Caquetá. Dicho trazado inicial pretendía elaborar una transversal entre las estribaciones de la Cordillera Occidental, la Cordillera Central y la Cordillera Oriental con el Piedemonete Amazónico atravesando los departamentos del Cauca, Huila y Caquetá. Sin embargo, la Resolución 339 de 1999 redefinió la ruta donde los sectores entre La Gallera - Munchique y Florencia - Paletará fueron eliminados. 

## Descripción de la ruta
La ruta posee una longitud total de 371,94 km. aproximadamente dividida de la siguiente manera:

### Ruta actual[1]
| Código | Tipo  | Recorrido                                                 | Clasificación SINC                                              | PR Inicial | PR Final | Longitud km. |
| ------ | ----- | --------------------------------------------------------- | --------------------------------------------------------------- | ---------- | -------- | ------------ |
| 2001   | Tramo | Munchique - Popayán (Paso Antiguo Puente Zarzal)          | Conexión Costa Pacifica - Troncal de Occidente                  | 0+0000     | 58+0050  | 58,05        |
| 2002   | Tramo | Popayán - La Portada                                      | Popayan - Paletara - San Jose de Isnos - Pitalito - San Agustín | 0+0000     | 146+0070 | 146,07       |
| 2003   | Tramo | Altamira - Gabinete - El Caraño                           | Acceso a Florencia                                              | 0+0000     | 73+0747  | 73,75        |
| 2003A  | Tramo | Orrapihuasi - Depresión El Vergel - Florencia             | Acceso a Florencia                                              | 0+0000     | 83+0537  | 83,54        |
| 20CQ01 | Ramal | Ramal Cruce Tramos 2003 (El Caraño) - 2003A (Las Doradas) | Acceso a Florencia                                              | 0+0000     | 1+0027   | 1,03         |
| 20HL01 | Ramal | Sombrerillos - San Agustín - Parque Arqueológico          | Popayan - Paletara - San Jose de Isnos - Pitalito - San Agustín | 0+0000     | 9+0500   | 9,50         |

- Total kilómetros a cargo de INVIAS: 342,07 km.
- Total Kilómetros en concesión por la ANI: 29,87 km.
- Total Kilómetros en concesión departamental: 0 km.
- Total tramos (incluido tramos alternos): 4
- Total pasos o variantes: 0
- Total ramales: 2
- Total subramales: 0
- Porcentaje de vía en Doble Calzada: 0%
- Porcentaje de Vía sin pavimentar: 33%

### Ruta eliminada o anterior
| Código   | Tipo     | Recorrido                                         | Situación Actual |
| -------- | -------- | ------------------------------------------------- | --- |
| 2001     | Tramo    | La Gallera - Monterredondo - Cañagria - Munchique | - 20CC05 Carretera Secundaria Departamental (La Gallera - Monterredondo) - 20CC06 Carretera Secundaria Departamental (Monterredondo - Cañagria) |
| 2004     | Tramo    | Cruce ruta 65 (La Ye) - Paletará                  | - 2004 Carretera Secundaria Departamental |
| 20CC01   | Ramal    | Monterredondo - El Tambo                          | - 20CC05 Carretera Secundaria Departamental |
| 20CC02   | Ramal    | Cañagria - El Tablón                              | - 2001 Tramo de la Ruta Nacional 20 |
| 20HL02   | Ramal    | Isnos - El Palmar - San Agustín                   | - 20HL02 Carretera Secundaria Departamental |
| 20HL03   | Ramal    | Isnos - Salto de Bordones - Guacacayo             | - 20HL03 Carretera Secundaria Departamental |
| 20HL02-1 | Subramal | Subramal a Alto de Los Ídolos                     | - 20HL02-1 Carretera Secundaria Departamental                                                                                                   |

## Municipios
Las ciudades y municipios por los que recorre la ruta son los siguientes (fondo azul: recorrido actual; Fondo gris: recorrido anterior o propuesto; texto en negrita: recorre por el casco urbano; texto azul: Ríos):
| Tramo | Municipio    | Recorrido | Departamento |
| ----- | ------------ | --- | ------------ |
| 2001  | El Tambo     | Vista Hermosa; Parque Nacional Natural Munchique; El Rosal; Cerro DJ; Las Palmas; La Gallera; La Romelia; Sabanetas; Uribe; Río Sucio; Anayitos; Monteredondo; Betania; Munchique. | Cauca        |
| 2001  | El Tambo     | Munchique; Boca del Monte; La Chicueña; Fondas; Cruce 20CC03 (Variante 20CC03 a Chapasquillo, Las Lajas y El Tambo); El Crucero (Acceso 20CC04 a Pandiguando); Yarumal; Alto del Rey, Los Lisos (Acceso 25CC07 a Ciprés Pueblo Nuevo), El Tambo (Variante 20CC03 a Cruce 2001); El Tablón (Cruce 25CC02 ); Piagua; Las Piedras; El Zarzal; Cañagria (Acceso 20CC06 a Monterredondo). | Cauca        |
| 2001  | Popayán      | El Charco; Cajete; Voces de Esperanza; Popayán (Cruce Variante 25CCB ). | Cauca        |
| 2002  | Popayán      | Popayán, Río Molino; Pisoje Bajo; Patico (Cruce 2401 ); Río Cauca. | Cauca        |
| 2002  | Coconuco     | Coconuco (Acceso 20CC07 a Termales Agua Hirviendo); El Trébol (Acceso 25CC14 a Popayán); Paletará; Parque Nacional natural Puracé; Límites Huila. | Cauca        |
| 2002  | Isnos        | Río Mazamorras; El Mármol; San Vicente; Isnos (Acceso 20HL03 a Bordones y acceso 20HL02 a San Agustín); Cruce 20HL02-1 (Acceso 20HL02-1 al Alto de los Ídolos); El Mortiño; Río Magdalena. | Huila        |
| 2002  | San Agustín  | Sombrerillos (Ramal 20HL01 hacia San Agustín y Parque Arqueológico de San Agustín); Playón (Acceso 20HL01-2 a San Agustín); Río Guachicos. | Huila        |
| 2002  | Pitalito     | Bruselas; Río Guachicos; Aeropuerto Contador; La Portada (Cruce 4503 ). | Huila        |
| 2003  | Altamira     | Altamira (Cruce 4504 ); Orrapihuasi (Cruce Tramo alterno 2003A ); Río Suaza. | Huila        |
| 2003  | Guadalupe    | Guadalupe (Acceso 45HL11 a San Antonio de Pescado); Cachimbal (Acceso 20HL04 a Suaza); Caserío; Resina, Gabinete (Límite Caquetá). | Huila        |
| 2003  | Florencia    | Río Hacha; El Caraño (Cruce Tramo alterno 2003A ). | Caquetá      |
| 2003A | Altamira     | Orrapihuasi (Cruce Tramo 2003 ). | Huila        |
| 2003A | Suaza        | Suaza (Acceso 20HL04 a Cachimbal); Guayabal, Líbano (Acceso 45HL07 a Acevedo); Río Suaza; Depresión el Vergel (Límite Caquetá). | Huila        |
| 2003A | Florencia    | El Caraño (Cruce Tramo 2003 ); Río Hacha; Florencia. | Caquetá      |
| 2004  | La Montañita | La Ye (Cruce Tramo 6503 ); Paletará. | Caquetá      |

## Concesiones y proyectos
Actualmente la ruta posee los siguientes sectores en concesión:
| Código | Sector                                           | Tipo          | Cód. proyecto | Nombre Proyecto         | Concesionaria                   | Unidad Funcional                       | Etapa                                                        | PR Inicial | PR Final | Longitud km. |
| ------ | ------------------------------------------------ | ------------- | ------------- | ----------------------- | ------------------------------- | -------------------------------------- | ------------------------------------------------------------ | ---------- | -------- | ------------ |
| 2002   | Sombrerillos - La Portada                        | Concesión ANI | 4G022         | Santana - Mocoa - Neiva | Aliadas para el Progreso S.A.S. | UF 4 (Garzón - Pitalito - San Agustín) | Construcción (Contrato en cesión a Rodovías Colombia S.A.S.) | 125+0700   | 146+0070 | 20.37        |
| 20HL01 | Sombrerillos - San Agustín - Parque Arqueológico | Concesión ANI | 4G022         | Santana - Mocoa - Neiva | Aliadas para el Progreso S.A.S. | UF 4 (Garzón - Pitalito - San Agustín) | Construcción (Contrato en cesión a Rodovías Colombia S.A.S.) | 0+0000     | 9+0500   | 9.50         |

### Otros proyectos

#### Proyecto Santana Mocoa Neiva (entre San Agustín y La Portada)
El proyecto Santana-Mocoa-Neiva es un proyecto se busca reconstruir un corredor fundamental de movilización de pasajeros y carga desde Ecuador y el sur de Colombia, mejorando la competitividad y el desarrollo de los departamentos de Huila, Cauca y Putumayo. Si bien el Proyecto Santana-Mocoa-Neiva comprende en su mayor parte el trazado de la Ruta Nacional 45 (específicamente desde el Inicio del tramo 4502 en Santana, Putumayo hasta el fin del tramo 4505 en Neiva, Capital del Huila) también está incluido el acceso Entre Pitalito y el Parque Arqueológico de San Agustín que hacen parte de la Ruta Nacional 20 (Parte del Tramo 2002 y el ramal 20HL01) con el cual se mejora el corredor permitiendo un mejor acceso para los turistas que vienen de la capital y del centro del país así como del Ecuador que deseen conocer los sitios arqueológicos que se encuentran en el sur del Huila.  
Dicho proyecto, con una inversión cercana a los 2,96 billones de pesos colombianos se entregó en Concesión por medio de la ANI a la empresa Aliadas para el Progreso S.A.S. con acta de inicio en septiembre del 2015 para finalizar las obras en el año 2021 y tener posteriormente la operación de la vía hasta el año 2044. sin embargo a mayo del 2021 sólo llevaba un avance del 2,51% debido a que la concesionaria ha tenido problemas financieros y operativos para seguir con el proyecto. En octubre de 2020 la concesionaria presentó un plan remedial el cual entregaría la cesión del contrato al no poder seguir con la obra sumado a la falta de mantenimiento que tenía la vía en un deterioro constante. en diciembre de 2020 Aliadas para el Progreso S.A.S. logró un acuerdo parcial con la empresa CCA South America (China Construction America) que con una inversión de 100.000 millones asumió el proyecto para hacer obras de reparcheo y arreglo de tramos deteriorados. para finales de marzo de 2021 Aliadas para el Progreso S.A.S. entregó la cesión total a la empresa Rodovías Colombia S.A.S. quien asumirá el proyecto con una inversión estimada de 1,6 billones de pesos colombianos.